# Jesse Huta Galung
Jesse Huta Galung (Haarlem, 6 de outubro de 1985) é um tenista profissional holandês, chegou a ser 116°, em simples pela ATP, no ano de 2010, representa a Equipe Neerlandesa de Copa Davis.